# Circondario di Ludwigslust
Il circondario di Ludwigslust (in tedesco: Landkreis Ludwigslust) era un circondario del Land tedesco del Meclemburgo-Pomerania Anteriore. Esistette dal 1994 al 2011.

## Storia
Il circondario fu creato nel 1994.
Il 4 settembre 2011 fu fuso con il circondario di Parchim, formando il nuovo circondario di Ludwigslust-Parchim.

## Geografia antropica
Al momento della fusione, il circondario si componeva di 4 città non appartenenti ad alcuna comunità amministrativa, e nove comunità amministrative (Amt), che raggruppavano complessivamente 9 città e 80 comuni.
I dati della popolazione fanno riferimento alle statistiche del 31 dicembre 2010..

### Città
- città di Boizenburg/Elbe; Hagenow; Lübtheen; Ludwigslust

### Comunità amministrative
- 1. Amt Boizenburg-Land
  - comuni di Bengerstorf; Besitz; Brahlstorf; Dersenow; Gresse; Greven; Neu Gülze; Nostorf; Schwanheide; Teldau; Tessin bei Boizenburg

- 2. Amt Dömitz-Malliß
  - città di Dömitz
  - comuni di Grebs-Niendorf; Karenz; Malk Göhren; Malliß; Neu Kaliß; Vielank

- 3. Grabow

1. Balow (346)
2. Brunow (383)
3. Dambeck (317)
4. Eldena (1.384)
5. Gorlosen (572)
6. Grabow, Città * (6.127)
7. Karstädt (616)
8. Kremmin (271)
9. Milow (469)
10. Möllenbeck (233)
11. Muchow (380)
12. Prislich (824)
13. Steesow (214)
14. Zierzow (450)

- 4. Hagenow-Land 
[Sede: Hagenow]

1. Alt Zachun (394)
2. Bandenitz (506)
3. Belsch (254)
4. Bobzin (297)
5. Bresegard bei Picher (354)
6. Gammelin (492)
7. Groß Krams (201)
8. Hoort (618)
9. Hülseburg (168)
10. Kirch Jesar (688)
11. Kuhstorf (805)
12. Moraas (506)
13. Pätow-Steegen (409)
14. Picher (744)
15. Pritzier (511)
16. Redefin (554)
17. Setzin (535)
18. Strohkirchen (334)
19. Toddin (533)
20. Warlitz (491)

- 5. Ludwigslust-Land 
[Sede: Ludwigslust]

1. Alt Krenzlin (832)
2. Bresegard bei Eldena (241)
3. Göhlen (407)
4. Groß Laasch (1.046)
5. Leussow (300)
6. Lübesse (776)
7. Lüblow (672)
8. Rastow (2.000)
9. Sülstorf (950)
10. Uelitz (446)
11. Warlow (546)
12. Wöbbelin (953)

- 6. Neustadt-Glewe

1. Blievenstorf (490)
2. Brenz (555)
3. Neustadt-Glewe, Città * (6.855)

- 7. Stralendorf

1. Dümmer (1.390)
2. Holthusen (886)
3. Klein Rogahn (1.318)
4. Pampow (2.930)
5. Schossin (266)
6. Stralendorf * (1.474)
7. Warsow (671)
8. Wittenförden (2.751)
9. Zülow (153)

- 8. Wittenburg

1. Körchow (874)
2. Lehsen (352)
3. Wittenburg, Città * (4.924)
4. Wittendörp (3.057)

- 9. Zarrentin

1. Gallin (519)
2. Kogel (617)
3. Lüttow-Valluhn (802)
4. Vellahn (2.825)
5. Zarrentin am Schaalsee, Città * (4.672)